# ليوناردو بورغز دي آزيفيدو
ليوناردو بورغز دي آزيفيدو هو لاعب كرة قدم برازيلي في مركز الوسط، ولد في 1 فبراير 1985 في برازيليا في البرازيل. لعب مع نادي فاسكو دا غاما ونادي كهر دورود لرستان.